# 헐크
헐크(Hulk)는 마블 코믹스의 만화 캐릭터이다. 작가 스탠 리와 만화가 잭 커비가 창조한 캐릭터로 1962년 5월에 《인크레더블 헐크》 1호에서 처음 등장하였다. 1977년부터 1982년까지 CBS에서 《두 얼굴의 사나이》(The Incredible Hulk)란 제목의 텔레비전 드라마가 방영되었다. 리안이 감독한 영화 《헐크》가 2003년에 개봉하였고, 리부트한 영화 《인크레더블 헐크》가 2008년에 개봉하였다.
피부색은 초록색 피부(브루스 배너)와 빨간색 피부(썬더볼트 장군)를 가졌고 엄청난 체력을 가진 인물이기도 하고, 육체적으로 약하고 감정적으로 유보적인 물리학자 로버트 브루스 배너 박사이기도 한데, 두 사람은 독립적인 인격체로 존재하고 상대방에 대해 존중하고, 원망하고 있고, 미안해 하고 그리고 고마워한다.

## 담당 배우

### 영화
- 헐크 (2003) - 에릭 바나
- 인크레더블 헐크 (2008) - 에드워드 노턴
  - 어벤져스 - 마크 러펄로
  - 아이언맨 3 (2013) - 마크 러펄로 (카메오)
  - 어벤져스: 에이지 오브 울트론 (2015) - 마크 러팔로
  - 토르: 라그나로크 (2017) - 마크 러펄로
  - 어벤져스: 인피니티 워 (2018) - 마크 러펄로
  - 캡틴 마블 (2019) - 마크 러펄로 (카메오)
  - 어벤져스: 엔드게임 (2019) - 마크 러펄로
  - 샹치와 텐 링즈의 전설 (2021) - 마크 러팔로 (카메오)

### 드라마
- 쉬헐크 (2022)